# Inanna

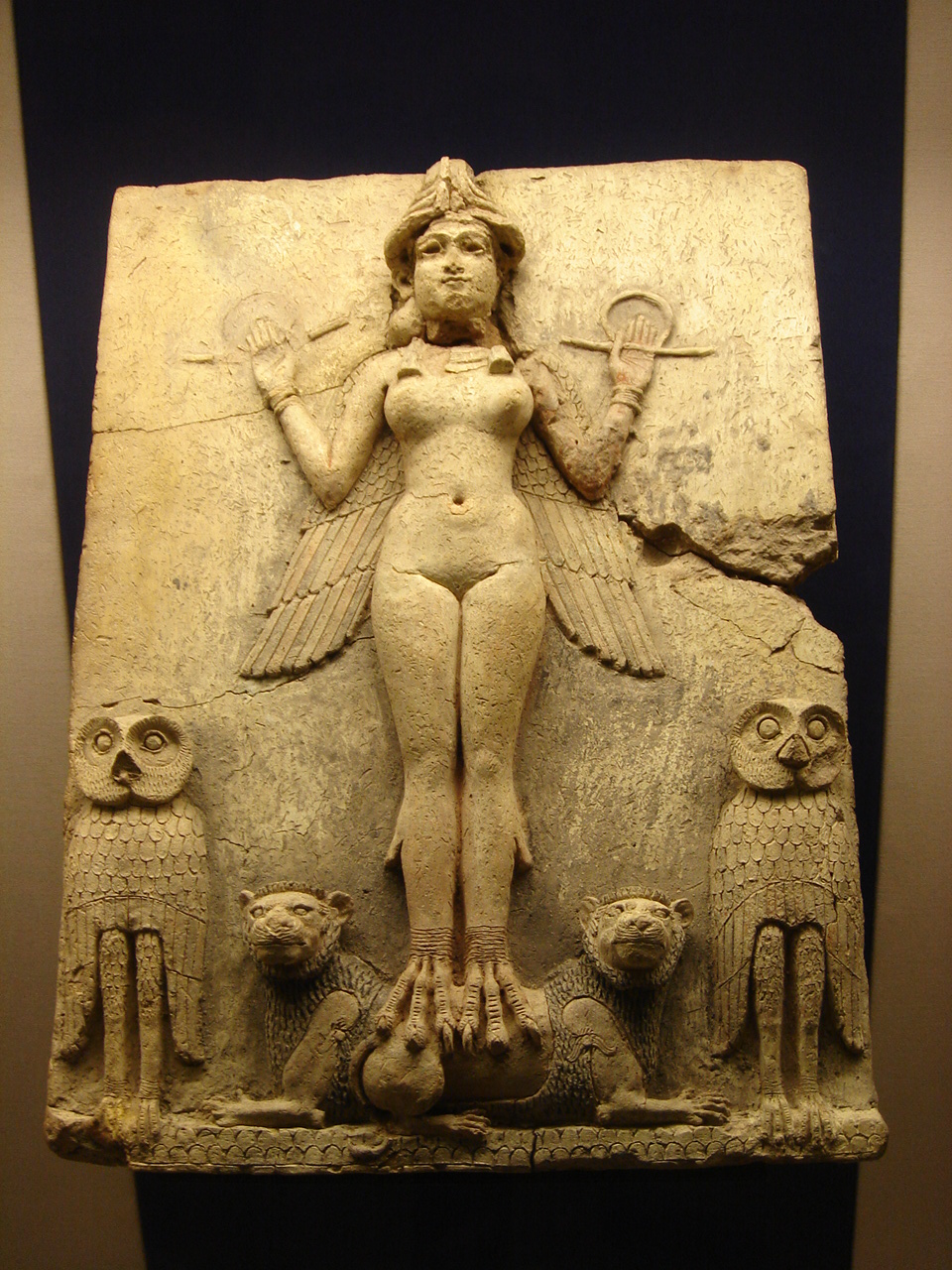
La Reina de la Noche (relieve), posible representación de Inanna en el Museo Británico.

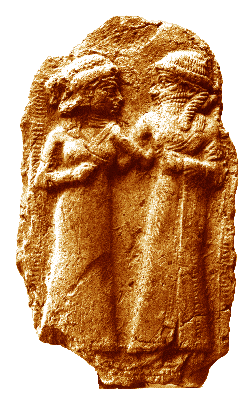
El matrimonio de Inanna y Dumuzi, al que Inanna mandó a los infiernos por tratar de ocupar su lugar cuando ella estaba en el inframundo, antes de ser resucitada por Enki.

En la mitología sumeria Inanna era la diosa del amor, la belleza, el sexo, la guerra, la justicia y el poder político, y protectora de la ciudad de Uruk. Originalmente fue adorada en Sumeria con el nombre de «Inanna», y más tarde por los acadios, babilonios y asirios con el nombre de «Ishtar».Se la conocía como la «Reina del cielo» y era la diosa patrona del templo de Eanna en la ciudad de Uruk, que era su principal centro de culto. Se la asociaba con el planeta Venus y sus símbolos más destacados eran el león y la estrella de ocho puntas, así como un haz de juncos verticales con la parte superior curvada. Según la mitología sumeria era hija de Nannar (Sin en acadio, dios de la Luna) y Ningal (la Gran Dama, la luna) y hermana gemela de Utu, conocido en acadio como Shamash. Su consorte fue Dumuzi (semidiós y héroe de Uruk, más tarde conocido como Tammuz) y su sukkal, o asistente personal, era la diosa Ninshubur (que más tarde se mezcló con las deidades masculinas Ilabrat y Papsukkal). Ishtar o Inanna representa el arquetipo de la diosa madre.
Inanna recibía culto en Sumer al menos desde el período de Uruk (c. 4000 a. C. - c. 3100 a. C.), pero tuvo poca actividad de culto antes de la conquista de Sargón de Acad. Durante la época postsargónica, Inanna se convirtió en una de las deidades más veneradas del panteón sumerio, con templos en toda Mesopotamia. El culto a Inanna/Ishtar, que puede haber estado asociado a diversos ritos sexuales, fue continuado por los pueblos de habla semítica oriental (acadios, asirios y babilonios) que sucedieron y absorbieron a los sumerios en la región. Los asirios la adoraban especialmente y la elevaron a la máxima deidad de su panteón, por encima de su dios nacional Assur. En la Biblia hebrea se alude a Inanna/Ishtar, que influyó enormemente en la ugarítica Ashtart y posteriormente en la fenicia Astarté, que a su vez posiblemente influyó en el desarrollo de la diosa griega Afrodita. Su culto continuó floreciendo hasta su declive gradual entre los siglos I y VI de nuestra era, a raíz del cristianismo.

## Mitos

### El árbol de Huluppu
Inanna encuentra una semilla, a la que cuida hasta que crece y se convierte en un gran árbol. Este, sin embargo, es atacado por tres seres: una serpiente, un ave y la diosa Lilith. Inanna pide ayuda a Gilgamesh, quien sacude el árbol de tal forma que aleja a las criaturas. De este modo, Gilgamesh puede hacer con la madera de ese árbol un trono para Inanna, quien a su vez, obsequia a Gilgamesh con el tambor con que luego reuniría a los guerreros.

### Enki e Inanna

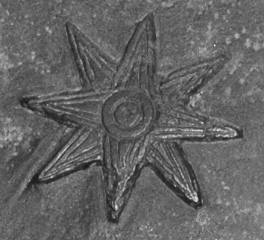
Estrella de ocho puntas, símbolo de Inanna/Ishtar.

Según este mito sumerio, Enki —una de las deidades más importantes— ocultaba los Me (normas a seguir para gobernar la creación). Inanna quiso tenerlos en su ciudad y para ello viajó por los cielos en su barca hacia el Apsu (hogar de Enki). Este, advertido de las intenciones de Inanna, preparó una fiesta para recibirla. Pero Inanna aprovechó el convite y emborrachó al dios y le quitó los Me. Cuando se repuso, Enki mandó emisarios para recuperarlos, pero Inanna los venció y, finalmente los llevó a Uruk, donde se difundieron.

### Descenso a Irkalla
En la tradición mesopotámica, otoño e invierno son épocas en las que la tierra recupera su fuerza y su pureza en contraposición con la primavera y el verano, épocas de florecimiento y fertilidad. En Sumeria, esta época (otoño e invierno) se usaba con el mismo fin religioso, recuperar la fuerza y mejorar internamente. Irkalla (tierra del no retorno) es el lugar al que van las impurezas, los malos hábitos, los recuerdos que se pierden y los muertos. La muerte es un estado de purificación y mejora que conduce a una nueva vida.
En ese contexto cuenta la mitología sumeria que Inanna decidió bajar al inframundo para enfrentarse a su hermana y deidad opuesta, Ereshkigal. En la lucha Inanna muere, tras lo cual ningún ser en la Tierra tenía deseo de aparearse: ni hombres ni animales. Ante esto, Enki crea a unas criaturas sin género que engañan a Ereshkigal consiguiendo que les entregue el cadáver de la diosa al que aplican el "agua de la vida". Así Inanna revive,  pero tiene que encontrar un sustituto que ocupe su lugar en el inframundo. Al volver a la Tierra encuentra que Dumuzi ha ocupado su puesto, por lo cual es a él a quien envía al inframundo.
Como consecuencia, Dumuzi reina durante el otoño y el invierno, mientras Inanna, durante la primavera y el verano.

## Culto
Tuvo siete templos, a los que se pueden añadir otros ocho, aunque el mayor estaba en Uruk (Eanna, dedicado a ella y Anu).
Uruk, tenía entre sus celebraciones varias de carácter sexual y violento. Se conservan fragmentos del poema babilonio a Erra, en el cual se critica duramente la actitud de un rey de Uruk, que no trata con suficiente amabilidad a las prostitutas, cortesanas y busconas [...] a los chicos alegres que cambiaron su masculinidad por feminidad así como a los portadores de dagas, navajas, cuchillas y pedernal, ya que estos, con sus actos, agradan al corazón de Ishtar. 
Parece que el hecho de que los jóvenes durmieran en sus camas era algo preocupante y la copulación en las calles era una práctica habitual. 
El papel de la prostitución no está claro y su posible función ritual ha sido discutida.